# Böle, Fillsta en Knytta
Böle, Fillsta en Knytta (Zweeds: Böle, Fillsta och Knytta) is een småort in de gemeente Östersund in het landschap Jämtland en de provincie Jämtlands län in Zweden. Het småort heeft 102 inwoners (2005) en een oppervlakte van 38 hectare. Eigenlijk bestaat het småort uit drie plaatsen: Böle, Fillsta en Knytta. Het småort ligt aan de Vallsundet, die twee delen van het meer Storsjön met elkaar verbindt.